# Mare de Déu de Bonrepòs
El santuari de la Mare de Déu de Bonrepòs està situat dins del terme de Gavet de la Conca. Pertanyia a l'antic terme de Sant Salvador de Toló, i és al vessant nord d'una carena que enllaça la Serra de Comiols amb el Montsec de Rúbies, a l'extrem nord de la serra denominada lo Tamany, prop del límit sud dels termes esmentats, però dins del terme de Vilanova de Meià. Actualment hi ha un alberg de muntanya, que pertany a la Diputació de Lleida. Les restes de la seva església de santa Maria són al costat de la masia actual.
S'hi venera la Mare de Déu de Bonrepòs, imatge del segle xiii, dins de la tradició del romànic.
Per Pasqua Granada (festa de la Pentecosta) s'hi celebra un aplec multitudinari, el de més concurrència de tota la Conca de Tremp, amb afluència de gent de les comarques veïnes, sobretot de l'Urgell.

## Orígens
Té l'origen en un ermitatge datable almenys al segle xi, coincident en el temps amb la conquesta del territori d'Arnau Mir de Tost als alarbs. La seva fundació és explicada en una llegenda, explicada en un apartat posterior.
Fou un priorat premonstratès, donat al monestir de Bellpuig de les Avellanes el 1205. El monestir mare hi destinà tres canonges i algunes donades (monges) per a la cura i servei del santuari i hostaleria annexa.

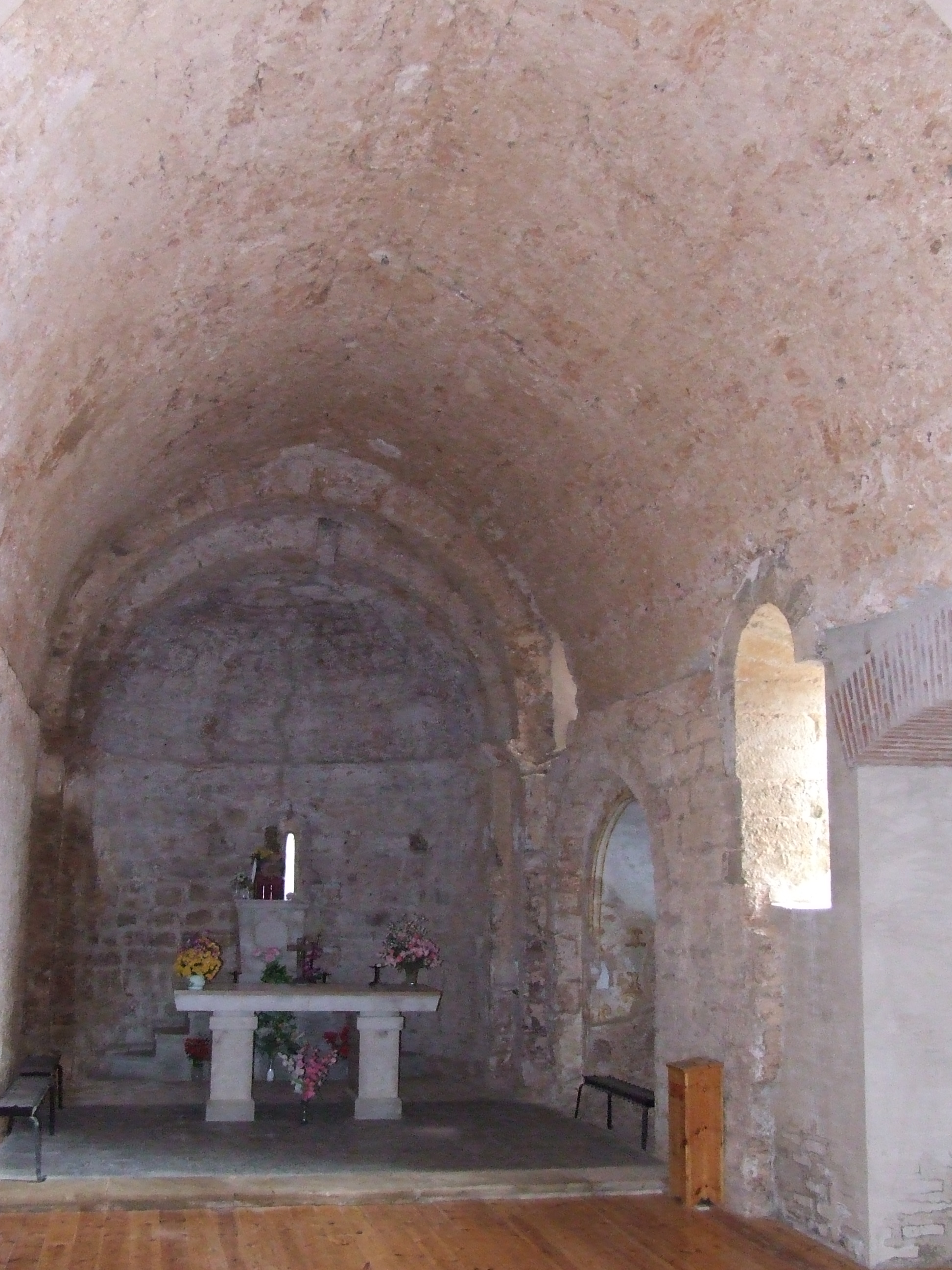
L'interior de l'església

El 1224 fou donat a l'hospital premonstratès de Sant Nicolau de Fondarella, i segurament la comunitat de Bonrepòs també hi passà. El títol de prior, però, restà fins al segle xviii sempre en mans d'un canonge de Bellpuig de les Avellanes. Dels canonges que hi residien, entre un i tres, s'encarregaren de la parròquia de Santa Anna de Montadó. Els canonges de Bellpuig de les Avellanes hi romangueren fins al segle xix; amb les desamortitzacions d'aquell segle passà a mans de particulars. En època medieval, tingué la consideració de quadra.
Al Museu Arqueològic de Barcelona es conserva una inscripció romànica que, procedent de Perolet, on havia estat trobada, fou instal·lada al segle xviii a l'església de Bonrepòs (el que fou prior de Bonrepòs en aquell segle, Jaume Pasqual, ja en parla, en un extens i curiós document). És un epígraf dedicat a Luci Emili Patern, cavaller (eqüestre) de la petita aristocràcia d'Aeso (Isona), que fou un militar molt brillant i de llarga carrera.

## La Guerra Civil (1936 - 39)

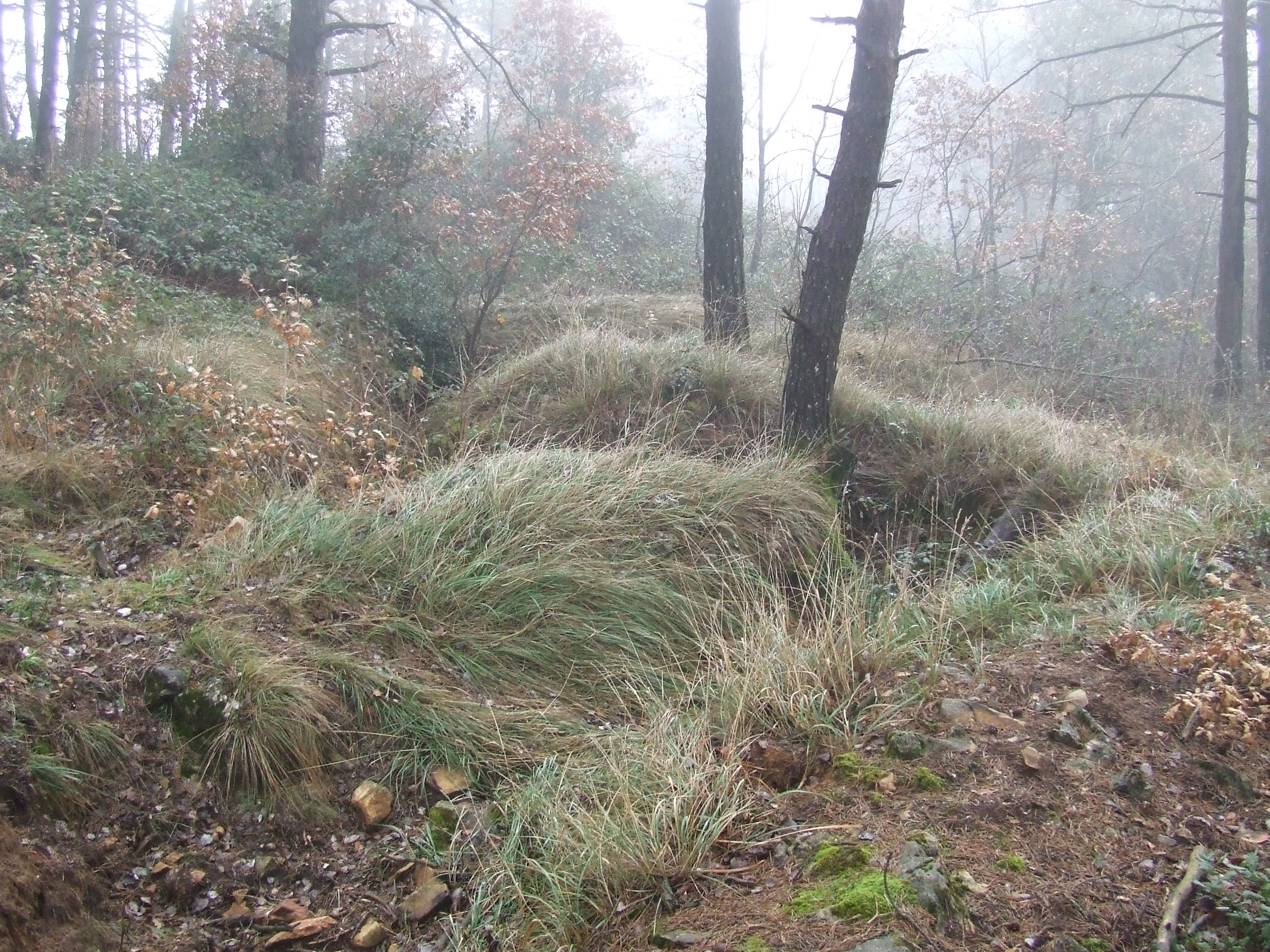
Trinxeres a prop del santuari de Bonrepòs

A la darrera guerra civil, les tropes insurrectes contra la República, també anomenades franquistes, o nacionals per elles mateixes, pertanyents a l'exèrcit de Navarra, a les ordres del general Solchaga, tenien establerta una línia de front que, venint del sud, començava al Pas de l'Hostal Roig, a la serra del Montsec de Rúbies, passava per l'Hostal Roig, tenia posicions a la Serra de la Campaneta, però mantenia la línia principal a la Serra dels Obacs i pels Capbloncs i Figuerola d'Orcau anava cap a Basturs i la munyanya de Sant Corneli.
L'exèrcit de la República es mantenia en una línia més o menys paral·lela que anava del santuari de Bonrepòs i la Serra del Cucuc a Isona, per la dreta del riu de Conques i Sant Romà d'Abella i Abella de la Conca. Això feu que tota la zona intermèdia fos, durant vuit llargs mesos, escenari de constants combats entre els dos exèrcits enfrontats.
A partir del santuari de Bonrepòs, doncs, es donaren una sèrie d'atacs dels republicans cap a les posicions sedicioses establertes primer a l'Hostal Roig i a la Serra de la Campaneta, i després a la Serra del Cucuc. És per això que en tots els entorns del santuari són visibles encara avui dia trinxeres i búnquers, així com cabanes per als soldats i altres elements defensius. Tot i que els combats més importants no es lliuraren aquí, sinó més a ponent, la complexitat de les defenses obertes a Bonrepòs indiquen fins a quin punt aquesta posició fou important per a l'exèrcit legal de la Segona República Espanyola durant els combats del Front del Pallars, al llarg del 1938.

## La llegenda de Bonrepòs
Pep Coll, l'escriptor de Pessonada, recull una llegenda sobre el lloc de Bonrepòs, sota el títol Bon repòs.
La veu popular ens parla d'un príncep francès que rondava per aquests boscos amb la seva partida de cacera. Arribats a aquest lloc, cadascú va tirar cap a un cantó diferent, i el príncep es quedà sol, perdut i desorientat, i s'adormí d'esgotament. Quan es despertà, l'endemà al matí estava com nou. I s'adonà que havia fet servir de coixí, sense adonar-se'n, una imatge de la Mare de Déu. Maria havia vetllat pel seu son, i per això estava tan descansat. En senyal d'agraïment, feu aixecar la capella, dedicada a la Mare de Déu, i l'anomenà, com pertocava, Bon repòs.